# Fagauvea jezik
Zapadnouvejski jezik (faga-uvea, fagauvea; ISO 639-3: uve), polinezijski jezik futunske podskupine, kojim govori 1 110 ljudi (1996 popis) na sjeveru i jugu atola Ouvea u otočju Loyalty.
Različit je od istočnouvejskog ili vališkog [wls] s Wallisa i Futune,

## Vanjske poveznice
- Ethnologue (14th)
- Ethnologue (15th)